# Ákejan Kajygeldın
Ákejan Maǵjanuly Kajygeldın (in kazako Әкежан Мағжанұлы Қажыгелдин?; Georgievka, 27 marzo 1952) è un politico kazako, 2º Primo Ministro del Kazakistan dall'ottobre 1994 all'ottobre 1997, quando si dimise per motivi di salute ma secondo molti per protesta contro il presidente Nazarbaev, accusato di autoritarismo, nepotismo e violazione dei diritti umani.
Vive in esilio in Occidente.